# A Scooby-Doo: Rejtélyek nyomában epizódjainak listája
Az alábbi szócikk a Scooby-Doo: Rejtélyek nyomában (Scooby-Doo! Mystery Incorporated) című rajzfilmsorozat epizódjait listázza.

## Évados áttekintés
| Évad | Évad | Epizódok | Eredeti sugárzás | Eredeti sugárzás | Magyar sugárzás      | Magyar sugárzás  |
| Évad | Évad | Epizódok | Évadpremier      | Évadfinálé       | Évadpremier          | Évadfinálé       |
| ---- | ---- | -------- | ---------------- | ---------------- | -------------------- | ---------------- |
|      | 1    | 26       | 2010. április 5. | 2011. július 26. | 2011. augusztus 29.  | 2011. október 3. |
|      | 2    | 26       | 2012. július 30. | 2013. április 5. | 2012. szeptember 10. | 2013. május 22.  |

## 1. évad
| #   | Eredeti cím                       | Magyar cím                       | Eredeti premier     | Magyar premier       |
| --- | --------------------------------- | -------------------------------- | ------------------- | -------------------- |
| 1.  | Beware the Beast from Below       | Óvakodj a szörnyetegtől!         | 2010. április 5.    | 2011. augusztus 29.  |
| 2.  | The Creeping Creatures            | Hátborzongató lények             | 2010. július 19.    | 2011. augusztus 30.  |
| 3.  | The Secret of the Ghost Rig       | Az ámokfutó szellemkamion        | 2010. július 26.    | 2011. augusztus 31.  |
| 4.  | Revenge of the Man Crab           | A rákember bosszúja              | 2010. augusztus 2.  | 2011. szeptember 1.  |
| 5.  | The Song of Mystery               | Rejtélyes dallam                 | 2010. augusztus 9.  | 2011. szeptember 2.  |
| 6.  | The Legend of Alice May           | Alice May legendája              | 2010. augusztus 16. | 2011. szeptember 5.  |
| 7.  | In Fear of the Phantom            | A Fantomtól rettegve             | 2010. augusztus 23. | 2011. szeptember 6.  |
| 8.  | The Grasp of the Gnome            | Lovagi karnevál                  | 2010. augusztus 30. | 2011. szeptember 7.  |
| 9.  | Battle of the Humungonauts        | A Humangonauták csatája          | 2010. szeptember 6. | 2011. szeptember 8.  |
| 10. | Howl of the Fright Hound          | A hasonmás                       | 2010. október 4.    | 2011. szeptember 9.  |
| 11. | The Secret Serum                  | A titkos elixír                  | 2010. október 11.   | 2011. szeptember 12. |
| 12. | The Shrieking Madness             | Pusztító őrület                  | 2010. október 18.   | 2011. szeptember 13. |
| 13. | When the Cicada Calls             | Tücskökkel hadakozó              | 2010. október 25.   | 2011. szeptember 14. |
| 14. | Mystery Solvers Club State Finals | A rejtélyfejtő bajnokság döntője | 2011. május 3.      | 2011. szeptember 15. |
| 15. | The Wild Brood                    | A Wild Brood banda               | 2011. május 10.     | 2011. szeptember 16. |
| 16. | Where Walks Aphrodite             | Aphrodité követői                | 2011. május 17.     | 2011. szeptember 19. |
| 17. | Escape From Mystery Manor         | Menekülés a csapdák házából      | 2011. május 24.     | 2011. szeptember 20. |
| 18. | The Dragon's Secret               | A sárkány titka                  | 2011. május 31.     | 2011. szeptember 21. |
| 19. | Nightfright                       | Rémfrász                         | 2011. június 7.     | 2011. szeptember 22. |
| 20. | The Siren's Song                  | A sellő dala                     | 2011. június 14.    | 2011. szeptember 23. |
| 21. | Menace of the Manticore           | Hardcore Manticore               | 2011. június 21.    | 2011. szeptember 26. |
| 22. | Attack of the Headless Horror     | A fejetlen rém támadása          | 2011. június 28.    | 2011. szeptember 27. |
| 23. | A Haunting in Crystal Cove        | Szellemjárás Crystal Cove-ban    | 2011. július 5.     | 2011. szeptember 28. |
| 24. | Dead Justice                      | Az igazságosztó                  | 2011. július 12.    | 2011. szeptember 29. |
| 25. | Pawn of Shadows                   | A titokzatos rém                 | 2011. július 19.    | 2011. szeptember 30. |
| 26. | All Fear the Freak                | Reszkessetek a rémtől!           | 2011. július 26.    | 2011. október 3.     |

## 2. évad
| #   | Eredeti cím                                   | Magyar cím                                      | Eredeti premier     | Magyar premier       |
| --- | --------------------------------------------- | ----------------------------------------------- | ------------------- | -------------------- |
| 1.  | The Night the Clown Cried                     | A síró bohóc éjszakája                          | 2012. július 30.    | 2012. szeptember 10. |
| 2.  | The House of the Nightmare Witch              | A rémbanya kunyhója                             | 2012. július 31.    | 2012. szeptember 11. |
| 3.  | The Night the Clown Cried II - Tears of Doom! | A síró bohóc éjszakája 2: Apokaliptikus könnyek | 2012. augusztus 1.  | 2012. szeptember 12. |
| 4.  | Web of the Dreamweaver!                       | Az álomszövő hálója                             | 2012. augusztus 2.  | 2012. szeptember 13. |
| 5.  | The Hodag of Horror                           | A rettenetes hodag                              | 2012. augusztus 3.  | 2012. szeptember 14. |
| 6.  | Art of Darkness!                              | Ördögi műalkotás                                | 2012. augusztus 6.  | 2012. szeptember 17. |
| 7.  | The Gathering Gloom                           | A temetői ködlovag                              | 2012. augusztus 7.  | 2012. szeptember 18. |
| 8.  | Night on Haunted Mountain                     | Éj a sátáni hegyen                              | 2012. augusztus 8.  | 2012. szeptember 19. |
| 9.  | Grim Judgment                                 | Az ítélkező                                     | 2012. augusztus 9.  | 2012. szeptember 20. |
| 10. | Night Terrors                                 | Éjszakai rémségek                               | 2012. augusztus 10. | 2012. szeptember 21. |
| 11. | The Midnight Zone                             | Az éjfekete zóna                                | 2012. augusztus 13. | 2012. szeptember 24. |
| 12. | Scarebear                                     | Rémmedve                                        | 2012. augusztus 14. | 2012. szeptember 25. |
| 13. | Wrath of the Krampus                          | Reszkessetek a Krampusztól!                     | 2012. augusztus 15. | 2012. szeptember 26. |
| 14. | Heart of Evil                                 | A démon lelke                                   | 2012. augusztus 16. | 2013. május 6.       |
| 15. | Theater of Doom                               | Dráma a színházban                              | 2012. augusztus 17. | 2013. május 7.       |
| 16. | Aliens Among Us                               | Az idegenek köztünk járnak                      | 2013. március 25.   | 2013. május 8.       |
| 17. | The Horrible Herd                             | A korcs csorda                                  | 2013. március 25.   | 2013. május 9.       |
| 18. | Dance of the Undead                           | Zombik tánca                                    | 2013. március 26.   | 2013. május 10.      |
| 19. | The Devouring                                 | Világfaló                                       | 2013. március 27.   | 2013. május 13.      |
| 20. | Stand and Deliver                             | Pénzt vagy életet!                              | 2013. március 28.   | 2013. május 14.      |
| 21. | The Man in the Mirror                         | Mint akit kicseréltek                           | 2013. március 29.   | 2013. május 15.      |
| 22. | Nightmare in Red                              | Vérvörös rémálom                                | 2013. április 2.    | 2013. május 16.      |
| 23. | Dark Night of the Hunters                     | A jaguár szíve                                  | 2013. április 3.    | 2013. május 17.      |
| 24. | Gates of Gloom                                | Lázadás                                         | 2013. április 4.    | 2013. május 20.      |
| 25. | Through the Curtain                           | Ajtók előtt                                     | 2013. április 5.    | 2013. május 21.      |
| 26. | Come Undone                                   | Játszd újra, Scooby!                            | 2013. április 5.    | 2013. május 22.      |